# 19e étape du Tour d'Italie 2022
Pour un article plus général, voir Tour d'Italie 2022.
La 19e étape du Tour d'Italie 2022 se déroule le vendredi 27 mai 2022 de Marano Lagunare (Frioul-Vénétie Julienne) au Santuario della Beata Vergine di Castelmonte (Frioul-Vénétie Julienne), en Italie et en Slovénie, sur une distance de 178 km.

## Parcours
Au départ de Marano Lagunare, au bord de la Mer Adriatique, cette étape de moyenne montagne franchit quatre cols, dont le Kolovrat, et fait une incursion de trente-sept kilomètres en Slovénie, jusqu'à l'arrivée située au Castel del Monte. Après soixante-dix kilomètres de plaine, l'étape se corse avec une succession de deux montées de troisième catégorie : la Villanova Grotte (3,7 km à 8 %) et le Passo di Tanamea (11,4 km à 4,8 %). Le point d'orgue de la journée est l'ascension du Kolovrat (10,3 km à 9,2 %, 1C), sommet slovène se situant à 43,4 kilomètres de l'arrivée. Enfin, la dernière côte répertoriée est celle menant à la ligne d'arrivée (7,1 km à 7,8 %, 2C). Deux sprints intermédiaires jalonnent le parcours, à Buja (km 55,8) et à Cividale del Friuli (km 168,4).
La victoire d'étape est favorable à un baroudeur - puncheur - grimpeur.

## Déroulement de la course
Après quinze kilomètres de course, une échappée se forme, avec douze coureurs : l'Autrichien Tobias Bayer (Alpecin-Fenix), le Belge Edward Theuns (Trek-Segafredo), le Colombien Fernando Gaviria (UAE Emirates), le Danois Magnus Cort Nielsen (EF Education-EasyPost), le Français Clément Davy (Groupama-FDJ), le Hongrois Attila Valter (Groupama-FDJ), les cinq Italiens Edoardo Affini (Jumbo-Visma), Davide Ballerini (Quick-Step Alpha Vinyl), Alessandro Tonelli (Bardiani CSF-Faizanè) et Andrea Vendrame (AG2R Citroën), le maillot bleu néerlandais Koen Bouwman (Jumbo-Visma) et le Suisse Mauro Schmid (Quick-Step Alpha Vinyl).
Au sprint intermédiaire de Buja (km 55,8), Gaviria devance Theuns, avec un avantage de plus de onze minutes sur le peloton, dans lequel l'Italien Alessandro De Marchi (Israel-Premier Tech), natif de la ville, passe en tête et s'arrête pour saluer sa famille.
Au sommet de la Villanova Grotte (3,7 km à 8 %), Koen Bouwman conforte son maillot bleu, l'écart entre le groupe de front et le peloton est de huit minutes et quarante-sept secondes. Derrière, les premiers sprinteurs sont lâchés et, plus surprenant, l'Australien Richie Porte (INEOS Grenadiers), coéquipier du  champion olympique équatorien et maillot rose Richard Carapaz, se retrouve distancé ; il abandonne au cours de l'étape. Dans la montée du Passo di Tanamea (11,4 km à 4,8 %), l'échappée se disperse. Au sommet, le maillot bleu néerlandais récidive, dans un groupe de tête dans lequel se trouve Schmid, Tonelli et Valter ; le groupe maillot rose compte un débours de sept minutes et quarante-cinq secondes. Dans la descente, Andrea Vendrame recolle au groupe de front. Au sprint intermédiaire de Cividale del Friuli (km 168,4), Tonelli passe devant Vendrame ; le groupe maillot rose possède un retard de huit minutes et quarante-cinq secondes.
Dans la montée finale, les coureurs de tête se regardent. Koen Bouwman lance les hostilités à 2,8 kilomètres de l'arrivée ; Attila Valter répond à son tour. Finalement, la victoire d'étape se joue au sprint entre les cinq coureurs : surpris dans le dernier virage à cinquante mètres du but, Mauro Schmid part dans la barrière, emmenant dans son sillage Andrea Vendrame et Attila Valter, seul coureur à ne pas avoir été gêné, Koen Bouwman s'impose. Derrière, le trio en tête du classement général, soit l'Australien Jai Hindley (Bora-Hansgrohe), l'Espagnol Mikel Landa (Bahrain Victorious) et le maillot rose Richard Carapaz, chacun tente de distancer les autres, en vain. Ils coupent la ligne près de quatre minutes après le vainqueur du jour.
Au niveau des différents classements : Richard Carapaz (INEOS Grenadiers) conserve le maillot rose, l'Espagnol Juan Pedro López (Trek-Segafredo) le maillot blanc et le Français Arnaud Démare (Groupama-FDJ) le maillot violet. Vainqueur du jour, Koen Bouwman garde le maillot bleu. L'équipe Bahrain Victorious mène au classement par équipes.

## Résultats

### Classement de l'étape
| \| Classement de l'étape \| Classement de l'étape \| Classement de l'étape \| Classement de l'étape \| Classement de l'étape \| \| Coureur \| Coureur \| Pays \| Équipe \| Temps \| \| --------------------- \| --------------------- \| --------------------- \| ---------------------- \| --------------------- \| \| 1er \| Koen Bouwman \| Pays-Bas \| Jumbo-Visma \| 4 h 32 min 55 s \| \| 2e \| Mauro Schmid \| Suisse \| Quick-Step Alpha Vinyl \| + 0 s \| \| 3e \| Alessandro Tonelli \| Italie \| Bardiani CSF Faizanè \| + 3 s \| \| 4e \| Attila Valter \| Hongrie \| Groupama-FDJ \| + 6 s \| \| 5e \| Andrea Vendrame \| Italie \| AG2R Citroën Team \| + 10 s \| \| 6e \| Tobias Bayer \| Autriche \| Alpecin-Fenix \| + 2 min 45 s \| \| 7e \| Guillaume Martin \| France \| Cofidis \| + 3 min 49 s \| \| 8e \| Richard Carapaz \| Équateur \| Ineos Grenadiers \| + 3 min 56 s \| \| 9e \| Jai Hindley \| Australie \| Bora-Hansgrohe \| + 3 min 56 s \| \| 10e \| Mikel Landa \| Espagne \| Bahrain Victorious \| + 3 min 56 s \| |                    |           |                        |                 |
| |                    |           |                        |                 |
| Source : ProCyclingStats |                    |           |                        |                 |
| Classement de l'étape |                    |           |                        |                 |
| Coureur | Coureur            | Pays      | Équipe                 | Temps           |
| 1er | Koen Bouwman       | Pays-Bas  | Jumbo-Visma            | 4 h 32 min 55 s |
| 2e | Mauro Schmid       | Suisse    | Quick-Step Alpha Vinyl | + 0 s           |
| 3e | Alessandro Tonelli | Italie    | Bardiani CSF Faizanè   | + 3 s           |
| 4e | Attila Valter      | Hongrie   | Groupama-FDJ           | + 6 s           |
| 5e | Andrea Vendrame    | Italie    | AG2R Citroën Team      | + 10 s          |
| 6e | Tobias Bayer       | Autriche  | Alpecin-Fenix          | + 2 min 45 s    |
| 7e | Guillaume Martin   | France    | Cofidis                | + 3 min 49 s    |
| 8e | Richard Carapaz    | Équateur  | Ineos Grenadiers       | + 3 min 56 s    |
| 9e | Jai Hindley        | Australie | Bora-Hansgrohe         | + 3 min 56 s    |
| 10e | Mikel Landa        | Espagne   | Bahrain Victorious     | + 3 min 56 s    |

### Points attribués pour le classement par points
| Sprint intermédiaire Buja (km 55.8) | Sprint intermédiaire Buja (km 55.8) | Sprint intermédiaire Buja (km 55.8) | Sprint intermédiaire Buja (km 55.8) | Sprint intermédiaire Buja (km 55.8) |
| ----------------------------------- | ----------------------------------- | ----------------------------------- | ----------------------------------- | ----------------------------------- |
|                                     | Coureur                             | Pays                                | Équipe                              | Point(s)                            |
| 1er                                 | Fernando Gaviria                    | Colombie                            | UAE Emirates                        | 12                                  |
| 2e                                  | Edward Theuns                       | Belgique                            | Trek-Segafredo                      | 8                                   |
| 3e                                  | Davide Ballerini                    | Italie                              | Quick-Step Alpha Vinyl              | 6                                   |
| 4e                                  | Koen Bouwman                        | Pays-Bas                            | Jumbo-Visma                         | 5                                   |
| 5e                                  | Attila Valter                       | Hongrie                             | Groupama-FDJ                        | 4                                   |
| 6e                                  | Edoardo Affini                      | Italie                              | Jumbo-Visma                         | 3                                   |
| 7e                                  | Alessandro Tonelli                  | Italie                              | Bardiani CSF Faizanè                | 2                                   |
| 8e                                  | Andrea Vendrame                     | Italie                              | AG2R Citroën                        | 1                                   |
| modifier                            |                                     |                                     |                                     |                                     |

| Arrivée d'étape Santuario della Beata Vergine di Castelmonte (km 178) | Arrivée d'étape Santuario della Beata Vergine di Castelmonte (km 178) | Arrivée d'étape Santuario della Beata Vergine di Castelmonte (km 178) | Arrivée d'étape Santuario della Beata Vergine di Castelmonte (km 178) | Arrivée d'étape Santuario della Beata Vergine di Castelmonte (km 178) |
| --------------------------------------------------------------------- | --------------------------------------------------------------------- | --------------------------------------------------------------------- | --------------------------------------------------------------------- | --------------------------------------------------------------------- |
|                                                                       | Coureur                                                               | Pays                                                                  | Équipe                                                                | Point(s)                                                              |
| 1er                                                                   | Koen Bouwman                                                          | Pays-Bas                                                              | Jumbo-Visma                                                           | 15                                                                    |
| 2e                                                                    | Mauro Schmid                                                          | Suisse                                                                | Quick-Step Alpha Vinyl                                                | 12                                                                    |
| 3e                                                                    | Alessandro Tonelli                                                    | Italie                                                                | Bardiani CSF Faizanè                                                  | 9                                                                     |
| 4e                                                                    | Attila Valter                                                         | Hongrie                                                               | Groupama-FDJ                                                          | 7                                                                     |
| 5e                                                                    | Andrea Vendrame                                                       | Italie                                                                | AG2R Citroën                                                          | 6                                                                     |
| 6e                                                                    | Tobias Bayer                                                          | Autriche                                                              | Alpecin-Fenix                                                         | 5                                                                     |
| 7e                                                                    | Guillaume Martin                                                      | France                                                                | Cofidis                                                               | 4                                                                     |
| 8e                                                                    | Richard Carapaz                                                       | Équateur                                                              | Ineos Grenadiers                                                      | 3                                                                     |
| 9e                                                                    | Jai Hindley                                                           | Australie                                                             | Bora-Hansgrohe                                                        | 2                                                                     |
| 10e                                                                   | Mikel Landa                                                           | Espagne                                                               | Bahrain Victorious                                                    | 1                                                                     |
| modifier                                                              |                                                                       |                                                                       |                                                                       |                                                                       |

### Points attribués pour le classement du meilleur grimpeur
| Villanova Grotte (km 74.9) 3e catégorie (3,7 km à 8,4%) | Villanova Grotte (km 74.9) 3e catégorie (3,7 km à 8,4%) | Villanova Grotte (km 74.9) 3e catégorie (3,7 km à 8,4%) | Villanova Grotte (km 74.9) 3e catégorie (3,7 km à 8,4%) | Villanova Grotte (km 74.9) 3e catégorie (3,7 km à 8,4%) |
| ------------------------------------------------------- | ------------------------------------------------------- | ------------------------------------------------------- | ------------------------------------------------------- | ------------------------------------------------------- |
|                                                         | Coureur                                                 | Pays                                                    | Équipe                                                  | Point(s)                                                |
| 1er                                                     | Koen Bouwman                                            | Pays-Bas                                                | Jumbo-Visma                                             | 9                                                       |
| 2e                                                      | Davide Ballerini                                        | Italie                                                  | Quick-Step Alpha Vinyl                                  | 4                                                       |
| 3e                                                      | Edoardo Affini                                          | Italie                                                  | Jumbo-Visma                                             | 2                                                       |
| 4e                                                      | Andrea Vendrame                                         | Italie                                                  | AG2R Citroën                                            | 1                                                       |
| modifier                                                |                                                         |                                                         |                                                         |                                                         |

| Passo di Tanamea (km 94.3) 3e catégorie (9 km à 5,4%) | Passo di Tanamea (km 94.3) 3e catégorie (9 km à 5,4%) | Passo di Tanamea (km 94.3) 3e catégorie (9 km à 5,4%) | Passo di Tanamea (km 94.3) 3e catégorie (9 km à 5,4%) | Passo di Tanamea (km 94.3) 3e catégorie (9 km à 5,4%) |
| ----------------------------------------------------- | ----------------------------------------------------- | ----------------------------------------------------- | ----------------------------------------------------- | ----------------------------------------------------- |
|                                                       | Coureur                                               | Pays                                                  | Équipe                                                | Point(s)                                              |
| 1er                                                   | Koen Bouwman                                          | Pays-Bas                                              | Jumbo-Visma                                           | 9                                                     |
| 2e                                                    | Edward Theuns                                         | Belgique                                              | Trek-Segafredo                                        | 4                                                     |
| 3e                                                    | Davide Ballerini                                      | Italie                                                | Quick-Step Alpha Vinyl                                | 2                                                     |
| 4e                                                    | Edoardo Affini                                        | Italie                                                | Jumbo-Visma                                           | 1                                                     |
| modifier                                              |                                                       |                                                       |                                                       |                                                       |

| Kolovrat (km 134.6) 1re catégorie (10,4 km à 8,9%) | Kolovrat (km 134.6) 1re catégorie (10,4 km à 8,9%) | Kolovrat (km 134.6) 1re catégorie (10,4 km à 8,9%) | Kolovrat (km 134.6) 1re catégorie (10,4 km à 8,9%) | Kolovrat (km 134.6) 1re catégorie (10,4 km à 8,9%) |
| -------------------------------------------------- | -------------------------------------------------- | -------------------------------------------------- | -------------------------------------------------- | -------------------------------------------------- |
|                                                    | Coureur                                            | Pays                                               | Équipe                                             | Point(s)                                           |
| 1er                                                | Koen Bouwman                                       | Pays-Bas                                           | Jumbo-Visma                                        | 40                                                 |
| 2e                                                 | Mauro Schmid                                       | Suisse                                             | Quick-Step Alpha Vinyl                             | 18                                                 |
| 3e                                                 | Alessandro Tonelli                                 | Italie                                             | Bardiani CSF Faizanè                               | 12                                                 |
| 4e                                                 | Attila Valter                                      | Hongrie                                            | Groupama-FDJ                                       | 9                                                  |
| 5e                                                 | Andrea Vendrame                                    | Italie                                             | AG2R Citroën                                       | 6                                                  |
| 6e                                                 | Tobias Bayer                                       | Autriche                                           | Alpecin-Fenix                                      | 4                                                  |
| 7e                                                 | Magnus Cort Nielsen                                | Danemark                                           | EF Education-EasyPost                              | 2                                                  |
| 8e                                                 | Davide Ballerini                                   | Italie                                             | Quick-Step Alpha Vinyl                             | 1                                                  |
| modifier                                           |                                                    |                                                    |                                                    |                                                    |

| Santuario di Castelmonte (km 178) 2e catégorie (7,3 km à 6%) | Santuario di Castelmonte (km 178) 2e catégorie (7,3 km à 6%) | Santuario di Castelmonte (km 178) 2e catégorie (7,3 km à 6%) | Santuario di Castelmonte (km 178) 2e catégorie (7,3 km à 6%) | Santuario di Castelmonte (km 178) 2e catégorie (7,3 km à 6%) |
| ------------------------------------------------------------ | ------------------------------------------------------------ | ------------------------------------------------------------ | ------------------------------------------------------------ | ------------------------------------------------------------ |
|                                                              | Coureur                                                      | Pays                                                         | Équipe                                                       | Point(s)                                                     |
| 1er                                                          | Koen Bouwman                                                 | Pays-Bas                                                     | Jumbo-Visma                                                  | 18                                                           |
| 2e                                                           | Mauro Schmid                                                 | Suisse                                                       | Quick-Step Alpha Vinyl                                       | 8                                                            |
| 3e                                                           | Alessandro Tonelli                                           | Italie                                                       | Bardiani CSF Faizanè                                         | 6                                                            |
| 4e                                                           | Attila Valter                                                | Hongrie                                                      | Groupama-FDJ                                                 | 4                                                            |
| 5e                                                           | Andrea Vendrame                                              | Italie                                                       | AG2R Citroën                                                 | 2                                                            |
| 6e                                                           | Tobias Bayer                                                 | Autriche                                                     | Alpecin-Fenix                                                | 1                                                            |
| modifier                                                     |                                                              |                                                              |                                                              |                                                              |

### Classements aux points intermédiaires
| Sprint intermédiaire Buja (km 55.8) | Sprint intermédiaire Buja (km 55.8) | Sprint intermédiaire Buja (km 55.8) | Sprint intermédiaire Buja (km 55.8) | Sprint intermédiaire Buja (km 55.8) |
| ----------------------------------- | ----------------------------------- | ----------------------------------- | ----------------------------------- | ----------------------------------- |
|                                     | Coureur                             | Pays                                | Équipe                              | Point(s)                            |
| 1er                                 | Fernando Gaviria                    | Colombie                            | UAE Emirates                        | 10                                  |
| 2e                                  | Edward Theuns                       | Belgique                            | Trek-Segafredo                      | 6                                   |
| 3e                                  | Davide Ballerini                    | Italie                              | Quick-Step Alpha Vinyl              | 3                                   |
| 4e                                  | Koen Bouwman                        | Pays-Bas                            | Jumbo-Visma                         | 2                                   |
| 5e                                  | Attila Valter                       | Hongrie                             | Groupama-FDJ                        | 1                                   |
| modifier                            |                                     |                                     |                                     |                                     |

| Sprint intermédiaire Cividale del Friuli (km 168.4) | Sprint intermédiaire Cividale del Friuli (km 168.4) | Sprint intermédiaire Cividale del Friuli (km 168.4) | Sprint intermédiaire Cividale del Friuli (km 168.4) | Sprint intermédiaire Cividale del Friuli (km 168.4) |
| --------------------------------------------------- | --------------------------------------------------- | --------------------------------------------------- | --------------------------------------------------- | --------------------------------------------------- |
|                                                     | Coureur                                             | Pays                                                | Équipe                                              | Point(s)                                            |
| 1er                                                 | Alessandro Tonelli                                  | Italie                                              | Bardiani CSF Faizanè                                | 10                                                  |
| 2e                                                  | Andrea Vendrame                                     | Italie                                              | AG2R Citroën                                        | 6                                                   |
| 3e                                                  | Koen Bouwman                                        | Pays-Bas                                            | Jumbo-Visma                                         | 3                                                   |
| 4e                                                  | Attila Valter                                       | Hongrie                                             | Groupama-FDJ                                        | 2                                                   |
| 5e                                                  | Mauro Schmid                                        | Suisse                                              | Quick-Step Alpha Vinyl                              | 1                                                   |
| modifier                                            |                                                     |                                                     |                                                     |                                                     |

### Bonifications
|   | Coureur            | Pays     | Équipe               | Secondes |
| - | ------------------ | -------- | -------------------- | -------- |
| 1 | Alessandro Tonelli | Italie   | Bardiani CSF Faizanè | 3 s      |
| 2 | Andrea Vendrame    | Italie   | AG2R Citroën         | 2 s      |
| 3 | Koen Bouwman       | Pays-Bas | Jumbo-Visma          | 1 s      |

|   | Coureur            | Pays     | Équipe                 | Secondes |
| - | ------------------ | -------- | ---------------------- | -------- |
| 1 | Koen Bouwman       | Pays-Bas | Jumbo-Visma            | 10 s     |
| 2 | Mauro Schmid       | Suisse   | Quick-Step Alpha Vinyl | 6 s      |
| 3 | Alessandro Tonelli | Italie   | Bardiani CSF Faizanè   | 4 s      |

## Classements à l'issue de l'étape

### Classement général
| \| Classement général \| Classement général \| Classement général \| Classement général \| Classement général \| \| Coureur \| Coureur \| Pays \| Équipe \| Temps \| \| ------------------ \| ------------------ \| ------------------ \| ---------------------------------- \| ------------------ \| \| 1er \| Richard Carapaz \| Équateur \| Ineos Grenadiers \| 81 h 18 min 12 s \| \| 2e \| Jai Hindley \| Australie \| Bora-Hansgrohe \| + 3 s \| \| 3e \| Mikel Landa \| Espagne \| Bahrain Victorious \| + 1 min 05 s \| \| 4e \| Vincenzo Nibali \| Italie \| Astana Qazaqstan Team \| + 5 min 53 s \| \| 5e \| Pello Bilbao \| Espagne \| Bahrain Victorious \| + 6 min 22 s \| \| 6e \| Jan Hirt \| Tchéquie \| Intermarché-Wanty-Gobert Matériaux \| + 7 min 15 s \| \| 7e \| Emanuel Buchmann \| Allemagne \| Bora-Hansgrohe \| + 8 min 21 s \| \| 8e \| Domenico Pozzovivo \| Italie \| Intermarché-Wanty-Gobert Matériaux \| + 12 min 55 s \| \| 9e \| Juan Pedro López \| Espagne \| Trek-Segafredo \| + 15 min 29 s \| \| 10e \| Hugh Carthy \| Royaume-Uni \| EF Education-EasyPost \| + 17 min 10 s \| |                    |             |                                    |                  |
| |                    |             |                                    |                  |
| Source : ProCyclingStats |                    |             |                                    |                  |
| Classement général |                    |             |                                    |                  |
| Coureur | Coureur            | Pays        | Équipe                             | Temps            |
| 1er | Richard Carapaz    | Équateur    | Ineos Grenadiers                   | 81 h 18 min 12 s |
| 2e | Jai Hindley        | Australie   | Bora-Hansgrohe                     | + 3 s            |
| 3e | Mikel Landa        | Espagne     | Bahrain Victorious                 | + 1 min 05 s     |
| 4e | Vincenzo Nibali    | Italie      | Astana Qazaqstan Team              | + 5 min 53 s     |
| 5e | Pello Bilbao       | Espagne     | Bahrain Victorious                 | + 6 min 22 s     |
| 6e | Jan Hirt           | Tchéquie    | Intermarché-Wanty-Gobert Matériaux | + 7 min 15 s     |
| 7e | Emanuel Buchmann   | Allemagne   | Bora-Hansgrohe                     | + 8 min 21 s     |
| 8e | Domenico Pozzovivo | Italie      | Intermarché-Wanty-Gobert Matériaux | + 12 min 55 s    |
| 9e | Juan Pedro López   | Espagne     | Trek-Segafredo                     | + 15 min 29 s    |
| 10e | Hugh Carthy        | Royaume-Uni | EF Education-EasyPost              | + 17 min 10 s    |

| Classement par points | Classement par points | Classement par points | Classement par points           | Classement par points |
| Coureur               | Coureur               | Pays                  | Équipe                          | Points                |
| --------------------- | --------------------- | --------------------- | ------------------------------- | --------------------- |
| 1er                   | Arnaud Démare         | France                | Groupama-FDJ                    | 254 pts               |
| 2e                    | Fernando Gaviria      | Colombie              | UAE Team Emirates               | 136 pts               |
| 3e                    | Mark Cavendish        | Royaume-Uni           | Quick-Step Alpha Vinyl          | 132 pts               |
| 4e                    | Mathieu van der Poel  | Pays-Bas              | Alpecin-Fenix                   | 96 pts                |
| 5e                    | Alberto Dainese       | Italie                | Team DSM                        | 95 pts                |
| 6e                    | Dries De Bondt        | Belgique              | Alpecin-Fenix                   | 83 pts                |
| 7e                    | Simone Consonni       | Italie                | Cofidis                         | 73 pts                |
| 8e                    | Phil Bauhaus          | Allemagne             | Bahrain Victorious              | 72 pts                |
| 9e                    | Koen Bouwman          | Pays-Bas              | Jumbo-Visma                     | 71 pts                |
| 10e                   | Filippo Tagliani      | Italie                | Drone Hopper-Androni Giocattoli | 70 pts                |

| Classement par points | Classement par points | Classement par points | Classement par points           | Classement par points |
| Coureur               | Coureur               | Pays                  | Équipe                          | Points                |
| --------------------- | --------------------- | --------------------- | ------------------------------- | --------------------- |
| 1er                   | Arnaud Démare         | France                | Groupama-FDJ                    | 254 pts               |
| 2e                    | Fernando Gaviria      | Colombie              | UAE Team Emirates               | 136 pts               |
| 3e                    | Mark Cavendish        | Royaume-Uni           | Quick-Step Alpha Vinyl          | 132 pts               |
| 4e                    | Mathieu van der Poel  | Pays-Bas              | Alpecin-Fenix                   | 96 pts                |
| 5e                    | Alberto Dainese       | Italie                | Team DSM                        | 95 pts                |
| 6e                    | Dries De Bondt        | Belgique              | Alpecin-Fenix                   | 83 pts                |
| 7e                    | Simone Consonni       | Italie                | Cofidis                         | 73 pts                |
| 8e                    | Phil Bauhaus          | Allemagne             | Bahrain Victorious              | 72 pts                |
| 9e                    | Koen Bouwman          | Pays-Bas              | Jumbo-Visma                     | 71 pts                |
| 10e                   | Filippo Tagliani      | Italie                | Drone Hopper-Androni Giocattoli | 70 pts                |

| Classement de la montagne | Classement de la montagne | Classement de la montagne | Classement de la montagne          | Classement de la montagne |
| Coureur                   | Coureur                   | Pays                      | Équipe                             | Points                    |
| ------------------------- | ------------------------- | ------------------------- | ---------------------------------- | ------------------------- |
| 1er                       | Koen Bouwman              | Pays-Bas                  | Jumbo-Visma                        | 294 pts                   |
| 2e                        | Giulio Ciccone            | Italie                    | Trek-Segafredo                     | 103 pts                   |
| 3e                        | Diego Rosa                | Italie                    | Eolo-Kometa                        | 94 pts                    |
| 4e                        | Jai Hindley               | Australie                 | Bora-Hansgrohe                     | 74 pts                    |
| 5e                        | Lennard Kämna             | Allemagne                 | Bora-Hansgrohe                     | 74 pts                    |
| 6e                        | Santiago Buitrago         | Colombie                  | Bahrain Victorious                 | 71 pts                    |
| 7e                        | Richard Carapaz           | Équateur                  | Ineos Grenadiers                   | 65 pts                    |
| 8e                        | Jan Hirt                  | Tchéquie                  | Intermarché-Wanty-Gobert Matériaux | 57 pts                    |
| 9e                        | Gijs Leemreize            | Pays-Bas                  | Jumbo-Visma                        | 47 pts                    |
| 10e                       | Wilco Kelderman           | Pays-Bas                  | Bora-Hansgrohe                     | 42 pts                    |

| Classement de la montagne | Classement de la montagne | Classement de la montagne | Classement de la montagne          | Classement de la montagne |
| Coureur                   | Coureur                   | Pays                      | Équipe                             | Points                    |
| ------------------------- | ------------------------- | ------------------------- | ---------------------------------- | ------------------------- |
| 1er                       | Koen Bouwman              | Pays-Bas                  | Jumbo-Visma                        | 294 pts                   |
| 2e                        | Giulio Ciccone            | Italie                    | Trek-Segafredo                     | 103 pts                   |
| 3e                        | Diego Rosa                | Italie                    | Eolo-Kometa                        | 94 pts                    |
| 4e                        | Jai Hindley               | Australie                 | Bora-Hansgrohe                     | 74 pts                    |
| 5e                        | Lennard Kämna             | Allemagne                 | Bora-Hansgrohe                     | 74 pts                    |
| 6e                        | Santiago Buitrago         | Colombie                  | Bahrain Victorious                 | 71 pts                    |
| 7e                        | Richard Carapaz           | Équateur                  | Ineos Grenadiers                   | 65 pts                    |
| 8e                        | Jan Hirt                  | Tchéquie                  | Intermarché-Wanty-Gobert Matériaux | 57 pts                    |
| 9e                        | Gijs Leemreize            | Pays-Bas                  | Jumbo-Visma                        | 47 pts                    |
| 10e                       | Wilco Kelderman           | Pays-Bas                  | Bora-Hansgrohe                     | 42 pts                    |

| Classement du meilleur jeune | Classement du meilleur jeune | Classement du meilleur jeune | Classement du meilleur jeune | Classement du meilleur jeune |
| Coureur                      | Coureur                      | Pays                         | Équipe                       | Temps                        |
| ---------------------------- | ---------------------------- | ---------------------------- | ---------------------------- | ---------------------------- |
| 1er                          | Juan Pedro López             | Espagne                      | Trek-Segafredo               | 81 h 33 min 41 s             |
| 2e                           | Santiago Buitrago            | Colombie                     | Bahrain Victorious           | + 5 min 11 s                 |
| 3e                           | Pavel Sivakov                | France                       | Ineos Grenadiers             | + 18 min 32 s                |
| 4e                           | Thymen Arensman              | Pays-Bas                     | Team DSM                     | + 28 min 55 s                |
| 5e                           | Luca Covili                  | Italie                       | Bardiani CSF Faizanè         | + 1 h 02 min 37 s            |
| 6e                           | Mauri Vansevenant            | Belgique                     | Quick-Step Alpha Vinyl       | + 1 h 31 min 00 s            |
| 7e                           | Vadim Pronskiy               | Kazakhstan                   | Astana Qazaqstan Team        | + 1 h 39 min 57 s            |
| 8e                           | Gijs Leemreize               | Pays-Bas                     | Jumbo-Visma                  | + 1 h 43 min 23 s            |
| 9e                           | Attila Valter                | Hongrie                      | Groupama-FDJ                 | + 1 h 44 min 54 s            |
| 10e                          | Jhonatan Narváez             | Équateur                     | Ineos Grenadiers             | + 1 h 58 min 03 s            |

| Classement du meilleur jeune | Classement du meilleur jeune | Classement du meilleur jeune | Classement du meilleur jeune | Classement du meilleur jeune |
| Coureur                      | Coureur                      | Pays                         | Équipe                       | Temps                        |
| ---------------------------- | ---------------------------- | ---------------------------- | ---------------------------- | ---------------------------- |
| 1er                          | Juan Pedro López             | Espagne                      | Trek-Segafredo               | 81 h 33 min 41 s             |
| 2e                           | Santiago Buitrago            | Colombie                     | Bahrain Victorious           | + 5 min 11 s                 |
| 3e                           | Pavel Sivakov                | France                       | Ineos Grenadiers             | + 18 min 32 s                |
| 4e                           | Thymen Arensman              | Pays-Bas                     | Team DSM                     | + 28 min 55 s                |
| 5e                           | Luca Covili                  | Italie                       | Bardiani CSF Faizanè         | + 1 h 02 min 37 s            |
| 6e                           | Mauri Vansevenant            | Belgique                     | Quick-Step Alpha Vinyl       | + 1 h 31 min 00 s            |
| 7e                           | Vadim Pronskiy               | Kazakhstan                   | Astana Qazaqstan Team        | + 1 h 39 min 57 s            |
| 8e                           | Gijs Leemreize               | Pays-Bas                     | Jumbo-Visma                  | + 1 h 43 min 23 s            |
| 9e                           | Attila Valter                | Hongrie                      | Groupama-FDJ                 | + 1 h 44 min 54 s            |
| 10e                          | Jhonatan Narváez             | Équateur                     | Ineos Grenadiers             | + 1 h 58 min 03 s            |

| Classement par équipes | Classement par équipes             | Classement par équipes | Classement par équipes |
| Équipe                 | Équipe                             | Pays                   | Temps                  |
| ---------------------- | ---------------------------------- | ---------------------- | ---------------------- |
| 1re                    | Bahrain Victorious                 | Bahreïn                | 244 h 06 min 06 s      |
| 2e                     | Bora-Hansgrohe                     | Allemagne              | + 2 min 36 s           |
| 3e                     | Intermarché-Wanty-Gobert Matériaux | Belgique               | + 1 h 08 min 09 s      |
| 4e                     | Ineos Grenadiers                   | Royaume-Uni            | + 1 h 09 min 16 s      |
| 5e                     | Astana Qazaqstan Team              | Kazakhstan             | + 2 h 06 min 48 s      |
| 6e                     | Trek-Segafredo                     | États-Unis             | + 2 h 14 min 21 s      |
| 7e                     | Jumbo-Visma                        | Pays-Bas               | + 2 h 32 min 45 s      |
| 8e                     | UAE Team Emirates                  | Émirats arabes unis    | + 3 h 06 min 21 s      |
| 9e                     | BikeExchange-Jayco                 | Australie              | + 3 h 08 min 56 s      |
| 10e                    | Movistar Team                      | Espagne                | + 3 h 21 min 06 s      |

| Classement par équipes | Classement par équipes             | Classement par équipes | Classement par équipes |
| Équipe                 | Équipe                             | Pays                   | Temps                  |
| ---------------------- | ---------------------------------- | ---------------------- | ---------------------- |
| 1re                    | Bahrain Victorious                 | Bahreïn                | 244 h 06 min 06 s      |
| 2e                     | Bora-Hansgrohe                     | Allemagne              | + 2 min 36 s           |
| 3e                     | Intermarché-Wanty-Gobert Matériaux | Belgique               | + 1 h 08 min 09 s      |
| 4e                     | Ineos Grenadiers                   | Royaume-Uni            | + 1 h 09 min 16 s      |
| 5e                     | Astana Qazaqstan Team              | Kazakhstan             | + 2 h 06 min 48 s      |
| 6e                     | Trek-Segafredo                     | États-Unis             | + 2 h 14 min 21 s      |
| 7e                     | Jumbo-Visma                        | Pays-Bas               | + 2 h 32 min 45 s      |
| 8e                     | UAE Team Emirates                  | Émirats arabes unis    | + 3 h 06 min 21 s      |
| 9e                     | BikeExchange-Jayco                 | Australie              | + 3 h 08 min 56 s      |
| 10e                    | Movistar Team                      | Espagne                | + 3 h 21 min 06 s      |

## Abandons
- Alexander Cepeda (Drone Hopper-Androni Giocattoli) : non-partant
- Richie Porte (Ineos Grenadiers) : abandon